# アタテュルク国際空港
イスタンブール・アタテュルク空港（イスタンブール・アタテュルクくうこう、英語: Istanbul Atatürk Airport、トルコ語: İstanbul Atatürk Havalimanı）は、トルコ・イスタンブールにあった国際空港であり、同国最大の空港であった。旧称は地名から採られたイェシルキョイ空港で、現在の名前はトルコ建国の父、ムスタファ・ケマル・アタテュルクから名づけられている。イスタンブールのヨーロッパ側（トラキア）にあり、市街地中心部から南西に約15km離れている。ターキッシュ エアラインズの本拠地であった。
同じイスタンブール市内のアジア側にはサビハ・ギョクチェン国際空港があるが、こちらはアタテュルク国際空港より規模が小さく、就航路線も少ない。
2018年10月29日にイスタンブール空港が開港し、移転作業のスケジュールは延期され続けたものの、2019年4月6日に旅客便の運航をすべて終え、全面移転が完了した。その後は貨物便やゼネラル・アビエーションなどの便は運航されているが、将来的には当空港は閉鎖され、ターミナルビル等は催事会場として利用される予定である。

## 施設

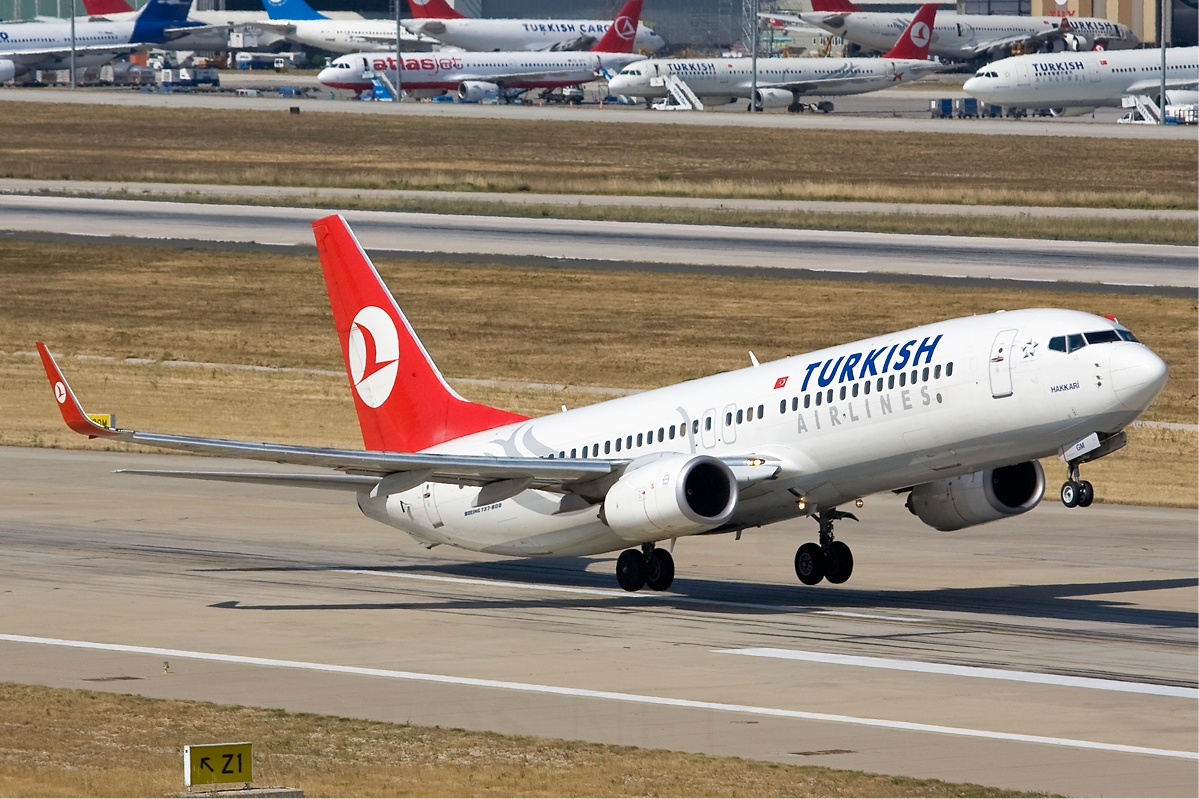
離陸するターキッシュ エアラインズのボーイング 737-800

3,000m滑走路2本、2,600m滑走路1本の計3本の滑走路を有する。
旅客用ターミナルはかつては1つであったが、2001年に国際線ターミナルが新設され、現在は国際線ターミナルと国内線ターミナル（旧ターミナルの建物をそのまま使用）の2つに分かれており、両ターミナル間は連絡通路（動く歩道設置）により接続されている。国際線ターミナルの到着エリア（税関検査通過後）および出発エリア（出国手続後）には公衆無線LANが完備されている（1週間あたり2時間まで無料。SMSの受信ができる携帯電話が必要）。国際線ターミナル内各所に外貨両替カウンターが複数設置されている。
旅客用ターミナルとは別に、貨物専用のターミナルがあり、貨物取扱量は世界各国の空港の中で30位である（2007年4月現在）。
2020年、新型コロナウイルスのパンデミックに対処するため、3000m級の35L/R滑走路は閉鎖され、元滑走路だった部分の一部に救急病院が建設された。

## 新空港の建設計画
同空港を拠点に置くターキッシュ エアラインズでは、機材の拡充と同時に空港の拡張を求めていた。このため、トルコ政府運輸省管轄の航空管理局は、イスタンブールの黒海側に第3の空港を建設する計画が持ち上がっている。当初は2013年へ着工後に4年後の2017年を完成目標として設定されていたが、2014年6月8日にこの新空港建設が着工され、完成予定は2018年末までに変更し、2018年3月には同年10月29日に新空港が開港とアナウンスされた。新空港の開港後にアタテュルク国際空港は閉鎖される。

## アクセス

### 鉄道
イスタンブール地下鉄（LRT)M1A線がターミナルビル地下に乗り入れている。LRTの空港駅はハヴァリマヌ駅(Havalimani)やアタテュルク空港駅(Ataturk Airport)などと表記されるが、いずれも同じ駅を指す。2014年11月にM1線がイェニカプ駅まで延伸したことにより、空港から旧市街および新市街への行き方は以下の3通りとなった。
- LRTの空港駅から途中駅アクサライ駅（英語版）(Aksaray)まで行き、そこでトラムのユスフパシャ駅(Yusufpasa)に乗り換える。なお、アクサライ駅は地下駅であり、かつユスフパシャ駅とは大通りを挟んで徒歩3分ほど離れている。
- LRTの空港駅から途中駅ゼイティンブルヌ駅(Zeytinburnu)まで行き、そこでトラムのゼイティンブルヌ駅に乗り換える。ゼイティンブルヌ駅はLRTとトラムの駅が地上で隣接しており、エスカレーター、エレベーター、スロープが設置されていることから、一般にはこちらでの乗り換えが推奨されている。
- LRTの空港駅から終点イェニカプ駅(Yenikapı)まで行き、旧市街のスィルケジ地区およびアジア側が目的地であるのならマルマライ、新市街が目的地であるのならイスタンブール地下鉄M2線（英語版）に乗り換える。

運賃はLRT、トラムとも距離に関係なく片道1.75TL（2011年1月現在）。駅窓口や駅付近の売店で販売されているジェトン(Jeton)と呼ばれるコイン(3TL)を購入し、自動改札機に投入して乗車する。または、空港のメトロ駅や大きな駅近くのキオスクなどで売られているICカードのイスタンブールカード (プリペイド式公共交通機関カード)を7TLで購入してチャージして使用する。カード使用時に割引金額でトラムやメトロ、オトバスなどの公共交通機関を使うことができる。
いずれの方法でも旧市街の中心であるスルタンアフメット駅(Sultanahmet)まで待ち時間・乗換時間を含めて所要約50分。

### バス
ハヴァシュHAVAŞと呼ばれる空港バスがあり、新市街の中心部であるタクシム広場に行くものは、4～9時は30分間隔、9～1時は15分間隔で運行されている。所要約30分。旧市街に行くには途中のアクサライで下車してトラムに乗り換える。タクシム広場から空港へは、4～1時の間30分間隔での運行。料金は片道12TL（ただし0～6時の間は25%割増となる）。

### タクシー
黄色い車体のタクシーが空港前に常駐している。場所にもよるが、旧市街中心部までで40～50TL、新市街までで50～60TL程度。以前の深夜割増料金制度は廃止されている。

## 事件・事故
- 2006年5月24日、旅客ターミナルから約1km離れた貨物用施設で大規模な火災が発生した。原因は電気の漏電と伝えられている。翌日、クルド人の独立派武装組織「クルド解放のタカ」が犯行声明を出している。
- 2007年3月23日、アリアナ・アフガン航空のエアバスA300が滑走路をオーバーランし、右翼を接地しようやく停止。悪天候の下着陸を強行したのが原因とみられる。
- 2007年10月11日、エジプトのAMC航空MD-83が、エジプト・フルガダ国際空港からポーランド・ワルシャワ・フレデリック・ショパン空港に向かう途中緊急胴体着陸。機体は激しく損傷したものの、1人が怪我をしたのみで死者はいなかった。
- 2016年6月29日、41人が死亡する銃撃、爆破テロ事件が起きた。

## 脚註
1. ↑  “LTBA – Istanbul / Atatürk / International” (PDF). AIP Turkey.  Ankara:  DHMİ Genel Müdürlüğü (2012年7月26日). 2012年8月4日閲覧。[リンク切れ]
2. ↑  “トルコ、新空港に全面移転”. 共同通信社. (2019年4月7日) 2019年4月7日閲覧。
3. ↑  アルスラン運輸海事通信大臣　「第3空港完成後、アタチュルク空港は催事会場として利用」 - トルコ・ラジオ・テレビ協会 (TRT)
4. ↑  TAMAMLANDIĞINDA DÜNYANIN EN BÜYÜĞÜ OLACAK? - トルコ政府空港局
5. ↑  [出典無効]
6. ↑  トルコに世界最大規模の国際空港が10月29日開港！概要が明らかに(All Aboutニュース 2018年3月28日）
7. ↑  『地球の歩き方E03 イスタンブールとトルコの大地 2015～2016年度版』 p128